# Istituto delle Canossiane
L'istituto delle Canossiane è un complesso storico di edifici situato a Milano in via della Chiusa n. 9-11.

## Storia e descrizione
Il complesso è l'unico residuo dei numerosi complessi religiosi presenti nella via fino alla fine del XVIII secolo: ospitava infatti un convento di suore Canossiane e pellegrini . Il primo edificio al 9 presenta un fronte molto sobrio quasi del tutto privo di decorazione eccezion fatta per l'alta cornice, comune nell'architettura lombarda del primo rinascimento. All'11 il fronte è leggermente più decorato con un portale secentesco ad arco a tutto sesto con serraglia formata da tre pietre, racchiuso in lesene di ordine dorico a reggere la cornice.
All'interno del complesso si trovano i due cortili: il primo cinquecentesco di forma quadrata mostra un portico di cinque campate per lato di colonne di ordine tuscanico con trabeazione, con al piano superiore finestre a timpano triangolare; il secondo risalente al XVIII secolo ripete le forme del primo, mentre al piano di sopra vi sono decorazioni con balconcini.